# 마르친 도웽가
마르친 도웽가(폴란드어: Marcin Dołęga, 폴란드어 발음: [ˈmart͡ɕin dɔˈwɛŋɡa], 1982년 7월 18일~)는 폴란드의 역도 선수이다. 2008년 하계 올림픽 남자 헤비급 종목에서 동메달을 획득했으며 세계 선수권 대회에서 금메달 3개, 유럽 선수권 대회에서 금메달 1개를 획득했다.

## 개인사
형인 로베르트 도웽가 또한 역도 선수로 활동했다.